# Spectronissa
Spectronissa là một chi bướm đêm thuộc họ Noctuidae.

## Loài
- Spectronissa parallela Sugi, 1996